# Sabrina Calvo

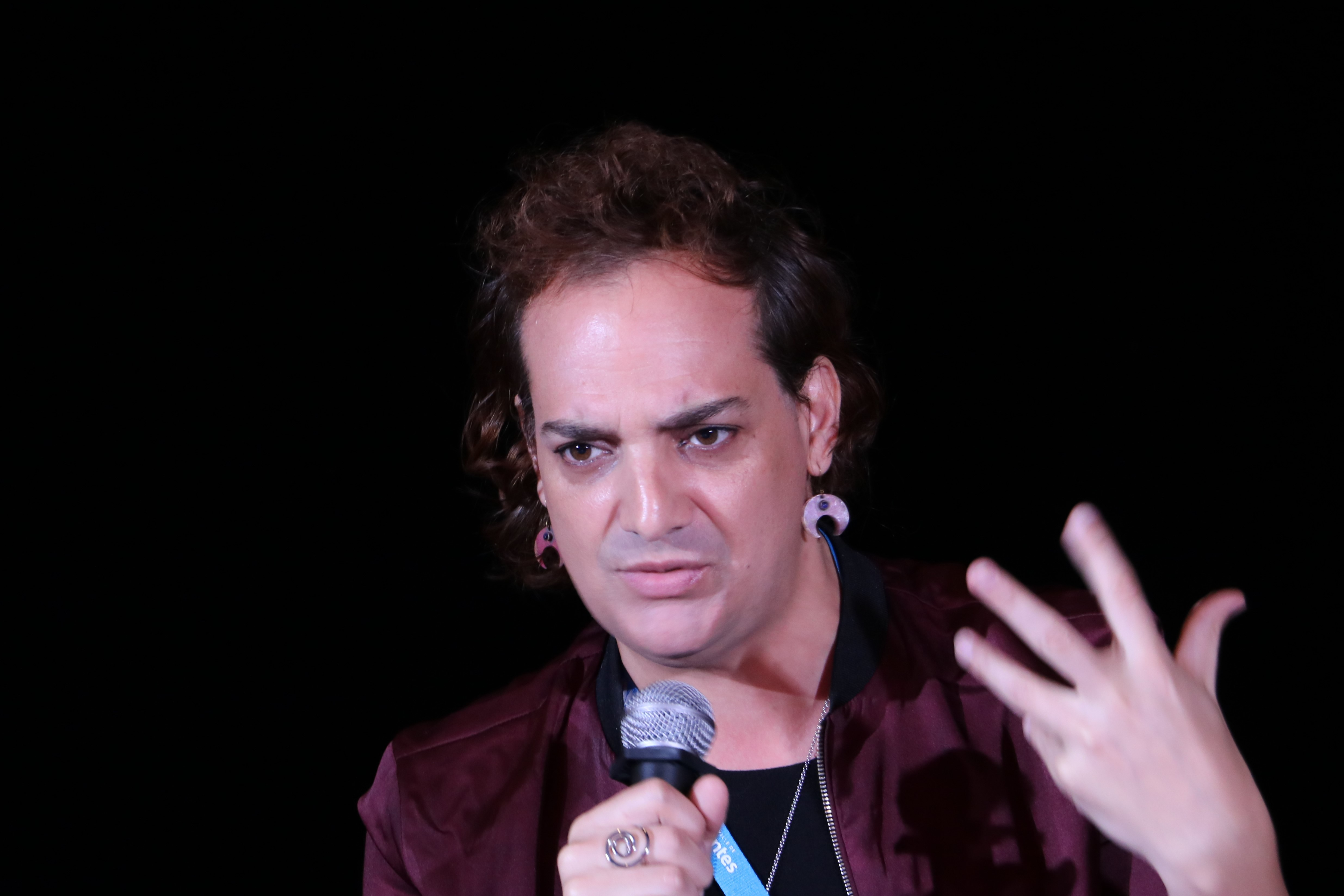
Sabrina Calvo 2018

Sabrina Calvo (geboren als David Calvo am 19. September 1974 in Marseille) ist eine französische Schriftstellerin, Comic-Szenaristin, Spieleautorin und Zeichnerin.

## Leben
Bekannt Calvo insbesondere als Autorin von Phantastik. Ihre Romane und Erzählungen überschreiten häufig Genregrenzen, zum Beispiel in Toxoplasma, 2018 ausgezeichnet mit dem Grand Prix de l’Imaginaire und Prix Rosny aîné. Schauplatz des Romans ist Montreal, wo Calvo neben Paris seit längerer Zeit ihren Wohnsitz hat. Ihre Themen sind häufig Spiritualität, Religion und Fragen der (sexuellen) Identität. In Zusammenhang mit Transidentität sind zu nennen der Comic Akhenaton (zusammen mit Thomas Azuélos) von 2006 und der Roman Sous la Colline (2015). 2017 erklärte sie sich im Rahmen des Festivals der Utopiales in der Fernsehsendung Mauvais Genre als Transgender-Person.

## Auszeichnungen
- 2002: Prix Julia-Verlanger für Wonderful
- 2016: Prix Bob Morane für Sous la Colline
- 2018: Grand Prix de l’Imaginaire für Toxoplasma
- 2018: Prix Rosny aîné für Toxoplasma

## Bibliografie
Romane
- Délius, une chanson d'été (1997)
- La Nuit des labyrinthes (2003)
- Wonderful (2001)
- Atomic Bomb (2002, mit Fabrice Colin)
- Sunk (2005, mit Fabrice Colin)
- Minuscules flocons de neige depuis dix minutes (2006)
- Elliot du Néant (2012)
- Sous la Colline (2015)
- Toxoplasma (2017)

Sammlung
- Nid de coucou (2007)

Kurzgeschichten
- John Frog (1998)
- Acide organique (2005)
- Dolorès (2006)
- Instructions au sosie (2006)
- Noël dans la cathédrale de Reims (2007)
- Nid de coucou (2007)
- Oui (2008, mit Fabrice Colin)
- Un soleil d'hexagones (2008)
- Je vous prends tous un par un (2009)
- Effondrement des colonies (2011)
- Pragmata (2011)
- La Pythie de la Capelette (2011–2012)
- Le Cul du loup (2014)
- Anonyme (2017)
- Parfum d'une mouffette (2017)
- Mkraow (2017)
- Et pourtant le ciel est toujours là (2018)
- Cagole d'Azur (2018)
- Déliance (2018)
- Reliance (2018)

Comics (als Szenarist)
- Kaarib (mit Jean-Paul Krassinsky)
  - La Dernière vague (1999)
  - Les Palmiers noirs (2001)
  - Pièces de huit (2003)
- AK (mit Jean-Paul Krassinsky und Laetitia Schwendimann)
  - Misère (2003)
  - Maladie (2006)
- Télémaque (mit Thomas Azuélos, 2004)
- Akhenaton (mit Thomas Azuélos, 2006)
- La Guerre civile mondiale, pour le collectif anAmnésie (2007)
- Constellations (mit David Richard, 2008)
- Vorax (mit Gabriel Delmas, 2010)
- Le Grand Doudou (mit Jean-Paul Krassinsky in Les fables de la poubelle 2, 2010)